# Fritz Martinz

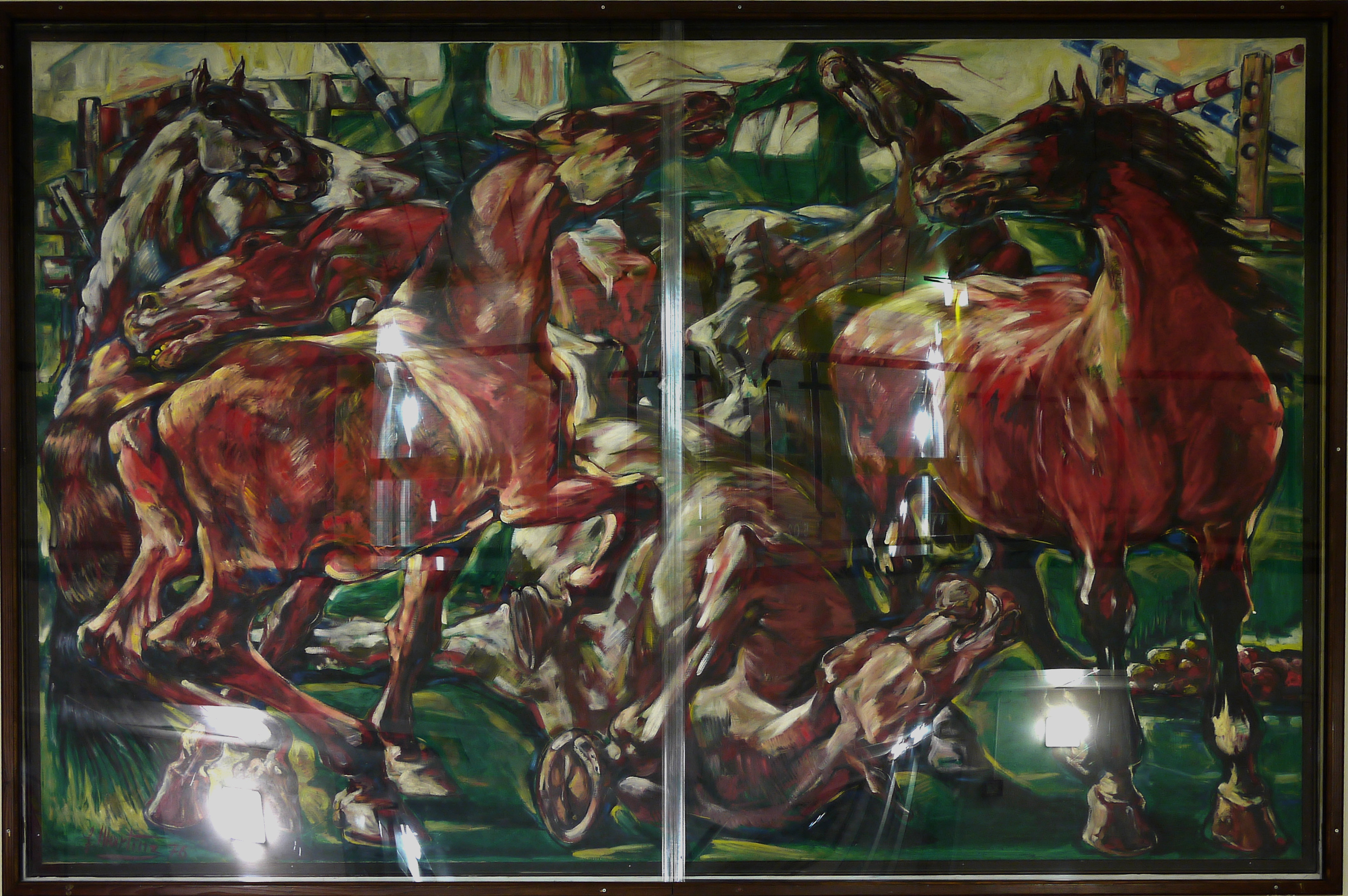
Alterlaa Kunst am Bau Fritz Martinz

Fritz Martinz (* 29. Mai 1924 in Bruck an der Mur, Steiermark; † 15. November 2002 in Wien) war ein österreichischer Maler und Grafiker.

## Leben
Martinz besuchte ab 1939 die Kunstgewerbeschule Graz bei Rudolf Szyszkowitz. Von 1943 bis 1945 leistete er Kriegsdienst und ab 1945 studierte er wieder an der Kunstgewerbeschule Graz, ab 1947 an der Akademie der bildenden Künste Wien bei Albert Paris Gütersloh. Im Jahr 1949 wurde er Mitglied der Wiener Secession. 1950 erhielt er das Diplom der Akademie und den Staatspreis innerhalb der Akademie Wien. Ab 1969 lehrte Martinz an der Wiener Kunstschule. Martinz war Mitglied der Wiener Secession, an deren Ausstellungen er regelmäßig teilnahm. Er wurde am Hernalser Friedhof bestattet.

## Werk
Martinz gehörte mit den Bildhauer und Grafiker Alfred Hrdlicka, dem Maler Georg Eisler und dem Bildhauer Rudolf Schwaiger zu der Nachkriegsgeneration österreichischer Künstler, die ein kritischer Realismus und eine ungeschönte Darstellung der Verhältnisse verband. Anfangs noch dem panoptischen Welttheater Max Beckmanns verbunden, fand er rasch eine eigene malerische Ausdrucksweise, in dem in seinen Gemälden, Radierungen und Lithografien, vor allem fulminöse und, für die damaligen Wiener Verhältnisse, anstößige Frauenakte darstellte.
Martinz Werk offenbart seinen künstlerischer Grenzgang. Seine existenziellen Darstellungen von Schlachthäusern und sehnigen, bluttfriefenden Tierkörpern versinnbildlichen die menschliche Grausamkeit ungeschönt und ohne Rücksicht auf Gefälligkeit und Verkäuflichkeit. Seine Arbeiten vergegenwärtigen radikal die grausame Wirklichkeit der rein rechnerisch motivierten, ethikfreien Massentierhaltung der Nachkriegszeit und verdeutlichen so die fortwährende Grausamkeit des Menschen, die sich nach den zwischenmenschlichen Massaker der Kriege nach Kriegsende auf die Ebene Mensch - Tier verlagert hat.

## Ausstellungen
- 1946 Zyklus „Tiere im Krieg“. Neue Galerie Wien, Palais Attems, Graz
- 1960 Martinz - Hrdlicka. Wien, Zedlitzhalle, Wien
- 1962 Martinz - Hrdlicka. Künstlerhaus, Französischer Saal, Wien
- 1962 Österreichische Malerei. Salon des Comparaisons, Paris
- 1966 Ausstellung in der Galerie Michael Werner, Berlin (mit Georg Baselitz)
- 1969 Österreichische Aktzeichnungen von Klimt bis heute, Secession, Wien
- 1986 Kunst und Arbeit, Gemeinsame Ausstellung der DDR und Österreichs. Neue Berliner Galerie im alten Museum: Berlin, DDR und in Wien
- 1992 Vienna Expressionist Tendencies since 1945, Salford Museum and Artgallery, Manchester
- 1994 Österreichischer Malerei und Plastik der 1950er Jahre, Galerie, Belvedere, Wien

## Publikationen
Im Eigenverlag erschienen:
- Martinz: Zeichnungen 1944 – 1990, 1990.
- Martinz: Nibelungenzyklus, Zeichnungen, 1991.
- Dorothea Martinz & Angelika Katzlberger (Hrsg.): Fritz Martinz 1924-2002, Monografie mit Werkverzeichnis. Wien 2024, ISBN 978-3-200-09717-9